# Zombrus nigricornis
Zombrus nigricornis är en stekelart som först beskrevs av Brulle 1846.  Zombrus nigricornis ingår i släktet Zombrus och familjen bracksteklar. Inga underarter finns listade i Catalogue of Life.